# 桑托多明戈-考迪利亚
桑托多明戈-考迪利亚，是西班牙卡斯蒂利亚-拉曼恰托莱多省的一个市镇。总面积54平方公里，总人口762人（2001年），人口密度14人/平方公里。